# Óscar Moncada
Óscar Donaldo Moncada Godoy, né le 8 août 1977, est un arbitre de football du Honduras. Il a un frère, lui aussi arbitre, Mario Moncada.

## Carrière
Il a officié dans des compétitions majeures : 
- Coupe UNCAF des nations 2009 (3 matchs)
- Gold Cup 2009 (1 match)
- Championnat d'Amérique du Nord, centrale et Caraïbe de football des moins de 20 ans 2009 (2 matchs)
- Gold Cup 2015 (1 match)